# Зрубанцы
Зрубанцы (укр. Зрубанці) — село в Подвысоцкой сельской общине Голованевского района Кировоградской области Украины.
До 2020 года входило в Новоархангельский район
Почтовый индекс — 26134. Телефонный код — 5255. Код КОАТУУ — 3523688505.